# 아나테마 (밴드)
아나테마(Anathema)는 영국 리버풀에서 결성된 록 음악밴드이다. 90년에 카바나 형제 셋과 드러머, 보컬을 더해 페이건 앤젤이라는 이름으로 시작했다. 데뷔시점에 보컬 다렌 화이트가 유일한 보컬이었다. 던컨 패터슨이 가입한 뒤 92년에 EP가 나왔고 93년에 1집 Serenades를 냈다. 보컬 다렌 화이트가 탈퇴하면서 빈센트 카바나가 기타 외에 보컬까지 맡으며 음악이 점차 고딕 메탈로 흘러갔다.
1997년 99년 계속 멤버교체를 하면서 앨범을 내었다. 01년작 A Fine Day to Exit은  얼터너티브 록 사운드를 담았다. 이후 탈퇴했던 제이미 카바나가 재가입해서 세형제가 10년만에 다시 앨범을 만들었다. 이 멤버가 십년간 이어지면서 점차 음악은 프로그레시브 록으로 자리잡았다. 11집 The Optimist는 2017년에 프로그 어워드에서 올해의 앨범으로 선정되었다.

## 초기
아나테마는 1990년 둠 메탈 밴드인 페이건 엔젤로 시작했다. 11월에 첫 데모인 An Iliad of Woes를 녹음했는데 다른 밴드나 레이블에게 나름 인상을 남겼다.
91년 초 밴드는 두번째 데모 All Faith Is Lost를 내고 피스빌 레코드(Peaceville Records)와 계약을 했다. 92년 The Crestfallen EP 발매 이후 카니발 콥스와 투어를 다녔다. 1집 Serenades는 상당한 주목을 받아서 Sweet Tears가 MTV에 등장할 정도였다. 94년엔 첫 유럽투어를 시작했고 브라질의 인디록페에 참여하는 것으로 종료했다.
95년 보컬 다렌 화이트가 밴드를 나가 자신의 밴드 블러드 디바인을 결성했다. 남은 멤버들은 기타였던 빈센트 카바나에게 노래를 맡겼다. 그들은 캐서드럴과 영국투어를 다닌 후 앨범  The Silent Enigma를 냈다. 밴드의 성향은 어느정도 고딕 메탈에 근접해있었다.
96년의 앨범 Eternity는 부유하는 느낌이 시작되었고 보컬도 메탈이 아닌 맑은 스타일로 바뀌기 시작했다. 드러머 존 더글라스가 97년에 탈퇴하여 솔스티스의 멤버였던 샤운 스틸스로 교체되었다.
98년작 Alternative 4를 내고 다수의 멤버들이 교체되었다. 99년의 Judgement에서는 둠에서 벗어나 부유하는 스타일이 확립된다. 이들의 연주는 느려지고 실험적으로 변해갔다. 이들은 핑크 플로이드, 제프 버클리, 라디오헤드 등을 연상시켰다. 가사는 절망 혹은 더 깊은 절망을 다루었다.

## 2000년대 이후

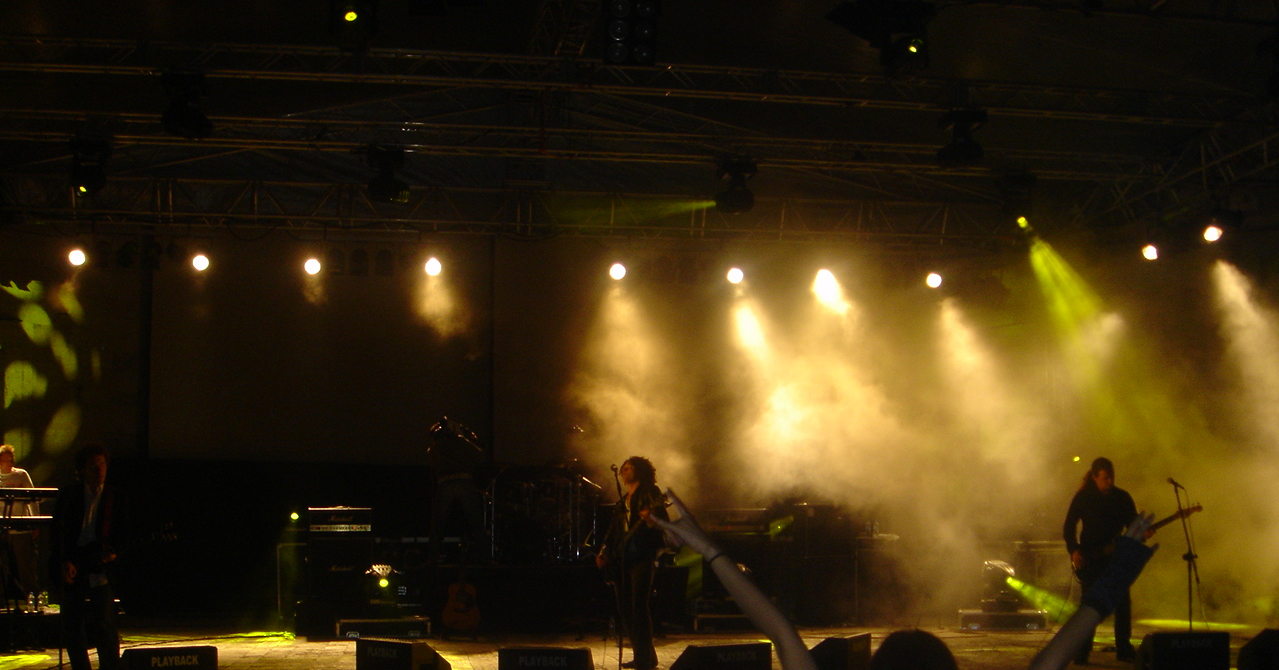
아나테마. 2005년 이스탄불.

2000년에는 마틴 파웰이 탈퇴하고 크레이들 오브 필스 출신의 레스 스미스가 가입하는데 그는 이후 밴드의 중심멤버가 된다. 2002년엔 리더 다니엘 카바나가 잠시 안티매터(Antimatter)를 하며 탈퇴했지만 2003년  A Natural Disaster를 내면서 재합류하고 유럽 투어를 시작했다. 이 앨범에서 아나테마는 더욱 부유감있고 프로그레시브한 사운드를 들려준다.
뮤직 포 네이션이 소니 BMG에 합병되면서 이들은 계약관계가 잠시 사라져 본의아니게 인디밴드가 되었다. 그래도 HIM (밴드)과 투어를 하는 등 바쁘게 보냈고 음반사의 간섭이 없이 레이블에서 팬들에게 직접 물건을 판다거나 하는 식의 실험을 계속했다.

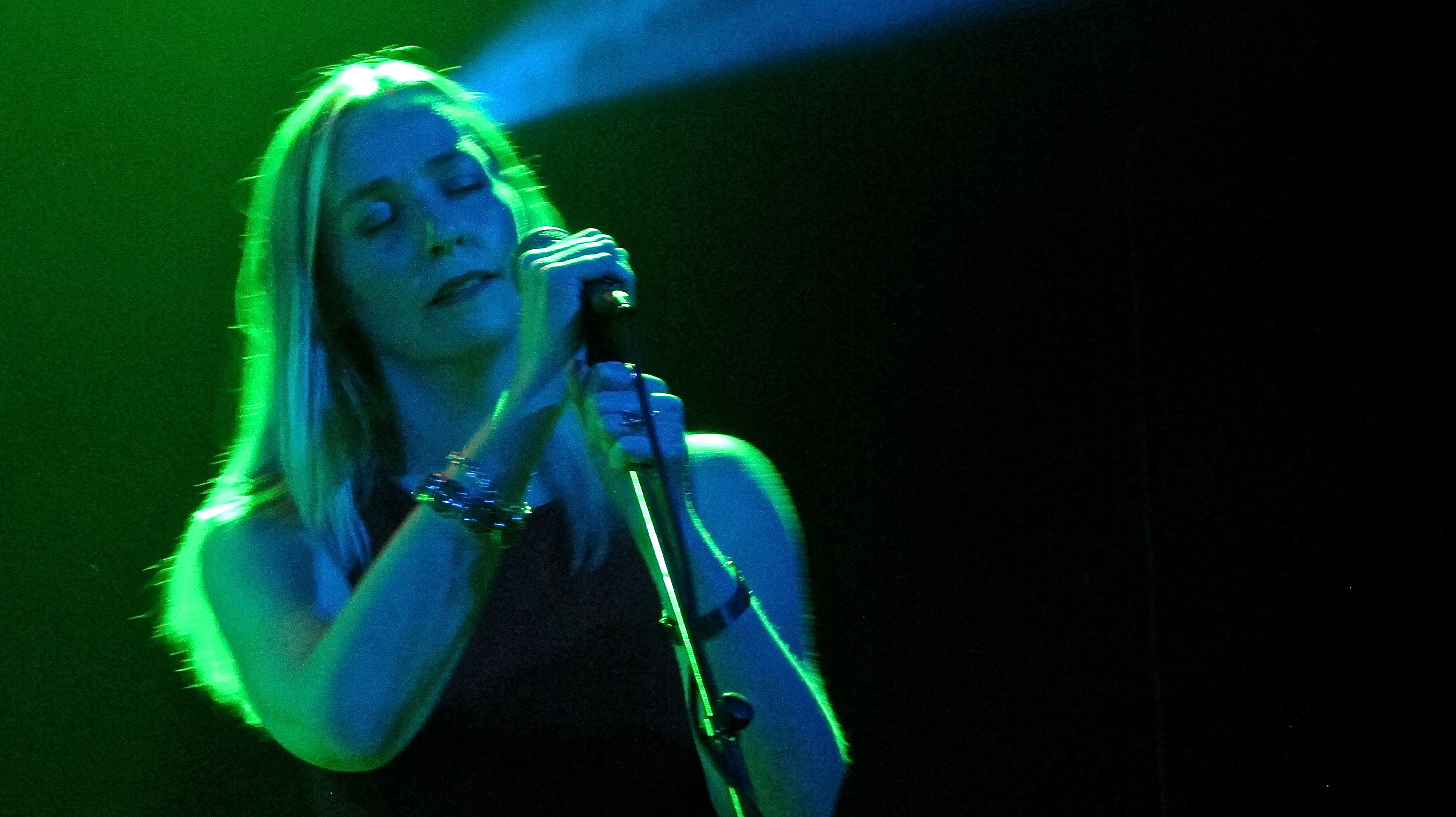
리 더글라스. 존 더글라스의 누이로 게스트로 참여하다가 가입했다.

아나테마는 리 더글라스 가입후 새 앨범 We're Here Because We're Here을 냈다. 이미 두장의 앨범에서 게스트로 참여한 바 있었다.
2011년에는 자신의 앨범들을 재해석한  Falling Deeper를 냈다. 레스 스미스가 밴드를 떠났다.
2012년 앨범 Weather Systems이 나왔고 다니엘 카르도소가 베이스로 가입했다.
2013년 라이브앨범 Universal이 나왔다. 고대 로마 극장인 플로브디프에서 가진 1회성 공연이었고 오케스트라를 동원해 연주했다.

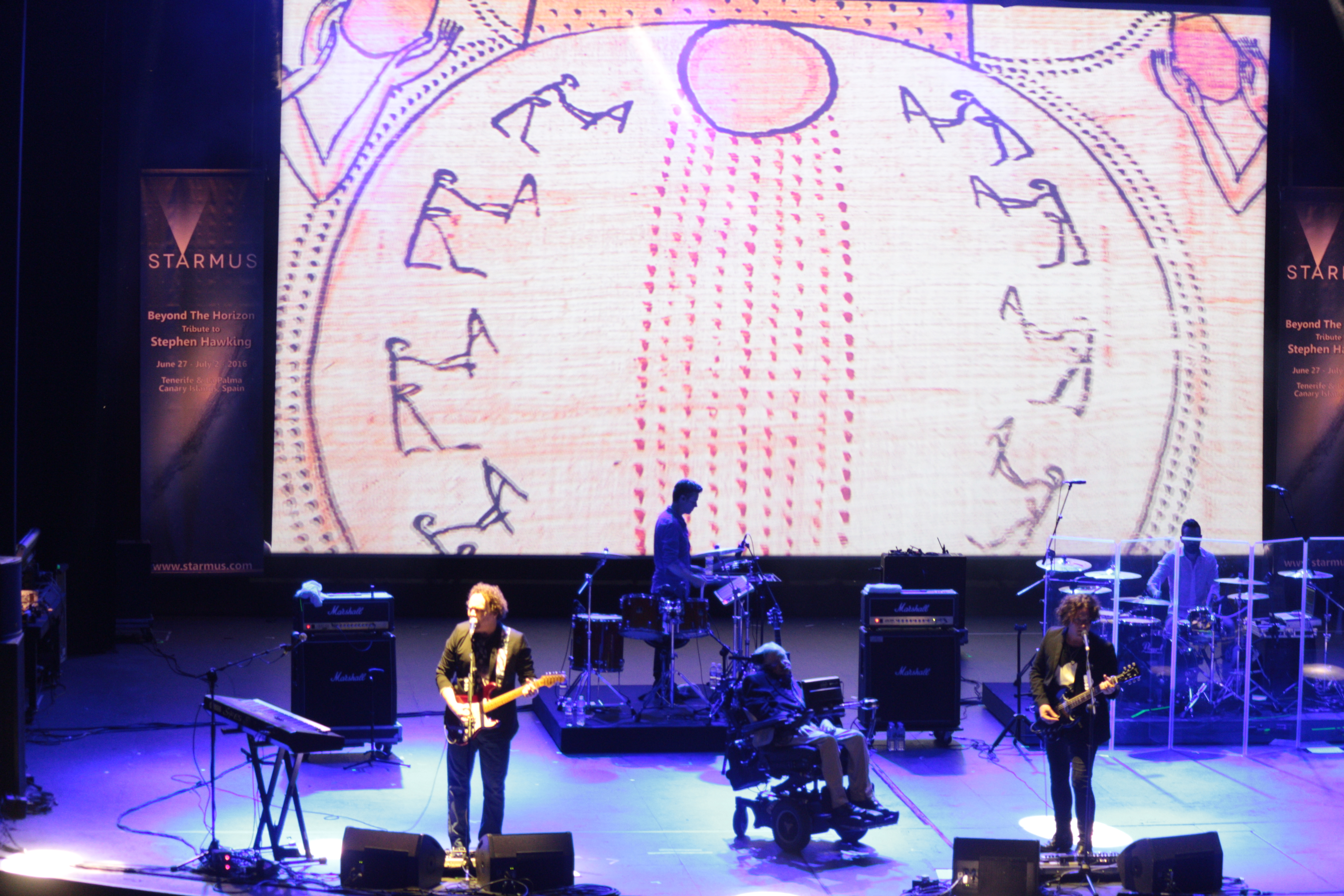
2016년 스티븐 호킹과 함께한 공연

2014년 Distant Satellites를 발표한다. 노르웨이에서 녹음했고 몇곡의 믹싱을 스티븐 윌슨이 해주었다. 이전 앨범들보다도 더욱 전자음악적인 사운드가 담겼다. 밴드는 터키와 호주를 포함한 월드투어를 다녔다. 이후 고향인 리버풀에서 녹음한 어쿠스틱 라이브 앨범인 A Sort of Homecoming을 발매했다.

## 음반 목록
- Serenades (1993)
- The Silent Enigma (1995)
- Eternity (1996)
- Alternative 4 (1998)
- Judgement (1999)
- A Fine Day to Exit (2001)
- A Natural Disaster (2003)
- We're Here Because We're Here (2010)
- Weather Systems (2012)
- Distant Satellites (2014)
- The Optimist (2017)